# Joni Cotten
Joni Cotten (* 21. Mai 1953 in North Chicago, Illinois) ist eine US-amerikanische Curlerin. 
Bei der Curling-Weltmeisterschaft spielte Cotten 1998, 2001 und 2003. Dabei gelang ihr 2003 der Gewinn der Meisterschaft, was ihren bisher größten Erfolg darstellt.
Als Ersatzspielerin nahm Cotten an den Olympischen Winterspielen 2002 in Salt Lake City teil. Die Mannschaft belegte den vierten Platz nach einem Ergebnis von 5:9 gegen Kanada im Spiel um Platz 3.